# Persone di nome Gian
| Questa pagina contiene informazioni ricavate automaticamente dalle voci biografiche con l'ausilio del template Bio e di un bot. L'aggiornamento è periodico e automatico e ricostruisce completamente la pagina. Se manca una persona in questa lista, sei pregato di non aggiungerla, ma accertati piuttosto che la sua voce biografica contenga il template Bio e che i dati anagrafici siano correttamente compilati. Se il template Bio manca, inseriscilo tu stesso o, in alternativa, metti l'avviso {{tmp\|Bio}} che ne segnala la mancanza. Se i dati riportati sono sbagliati, correggi direttamente la voce biografica; le modifiche saranno visibili in questa lista entro pochi giorni. Per chiarimenti vedi il progetto antroponimi. La lista contiene solo le 395 persone che sono citate nell'enciclopedia e per le quali è stato implementato correttamente il template Bio. Pagina aggiornata al 16 ott 2024. |

Questa è una lista di persone presenti nell'enciclopedia che hanno il prenome Gian, suddivise per attività principale.

## Agronomi(1)
- Gian Tommaso Scarascia Mugnozza, agronomo italiano (Roma, n. 1925 - Roma, † 2011)

## Allenatori di calcio(5)
- Gian Cesare Discepoli, allenatore di calcio e ex calciatore italiano (Perugia, n. 1953)
- Gian Piero Gasperini, allenatore di calcio e ex calciatore italiano (Grugliasco, n. 1958)
- Gian Filippo Reali, allenatore di calcio e ex calciatore italiano (Cologno Monzese, n. 1951)
- Gian Marco Remondina, allenatore di calcio e ex calciatore italiano (Rovato, n. 1958)
- Gian Piero Ventura, allenatore di calcio italiano (Genova, n. 1948)

## Allenatori di pallavolo(2)
- Gian Paolo Guidetti, allenatore di pallavolo italiano (Modena, n. 1947)
- Gian Paolo Montali, allenatore di pallavolo e dirigente sportivo italiano (Parma, n. 1960)

## Alpinisti(2)
- Gian Carlo Grassi, alpinista italiano (Condove, n. 1946 - Monte Bove, † 1991)
- Gian Piero Motti, alpinista e scrittore italiano (Torino, n. 1946 - Monastero di Lanzo, † 1983)

## Altisti(1)
- Gian Marco Schivo, ex altista italiano (Tolone, n. 1949)

## Ambasciatori(1)
- Gian Lodovico I Pallavicino, ambasciatore e politico italiano (n. 1425 - Cortemaggiore, † 1481)

## Anatomisti(1)
- Gian Giuseppe Ballanti, anatomista e medico italiano (n. 1733 - † 1767)

## Archeologi(2)
- Gian Domenico Bertoli, archeologo e saggista italiano (Mereto di Tomba, n. 1676 - Mereto di Tomba, † 1763)
- Gian Giacomo Porro, archeologo e epigrafista italiano (Torino, n. 1887 - † 1915)

## Architetti(8)
- Gian Giacomo Albertolli, architetto svizzero (Manno, n. 1761 - Milano, † 1805)
- Gian Luigi Banfi, architetto e urbanista italiano (Milano, n. 1910 - Gusen, † 1945)
- Gian Francesco Baroncelli, architetto italiano
- Gian Antonio Bernasconi, architetto e giornalista italiano (Milano, n. 1911)
- Gian Battista Covo, architetto italiano (Mantova, † 1546)
- Gian Francesco d'Agrate, architetto e scultore italiano (Parma, n. 1489 - Parma)
- Gian Giuseppe Mancini, architetto, scenografo e pittore italiano (Pietrasanta, n. 1881 - Milano, † 1954)
- Gian Giacomo Planteri, architetto italiano (Torino, n. 1680 - † 1756)

## Arcivescovi cattolici(3)
- Gian Carlo Perego, arcivescovo cattolico italiano (Vailate, n. 1960)
- Gian Luca Perici, arcivescovo cattolico e diplomatico italiano (Bassano del Grappa, n. 1964)
- Gian Franco Saba, arcivescovo cattolico italiano (Olbia, n. 1968)

## Artisti(2)
- Gian Carlo Riccardi, artista, pittore e regista teatrale italiano (Frosinone, n. 1933 - Frosinone, † 2015)
- Gian Pio Torricelli, artista e poeta italiano (Modena, n. 1942 - Modena, † 2018)

## Attori(3)
- Gian, attore e comico italiano (Firenze, n. 1936 - Lavagna, † 2010)
- Gian Paolo Rosmino, attore, regista e sceneggiatore italiano (Torino, n. 1888 - Rapallo, † 1982)
- Gian Maria Volonté, attore italiano (Milano, n. 1933 - Florina, † 1994)

## Aviatori(1)
- Gian Felice Gino, aviatore italiano (Nizza Monferrato, n. 1883 - Long Island, † 1918)

## Avvocati(7)
- Gian Carlo Artoni, avvocato e poeta italiano (Parma, n. 1923 - Parma, † 2017)
- Gian Marco Marcucci, avvocato, notaio e politico sammarinese (Borgo Maggiore, n. 1954)
- Gian Domenico Petroni, avvocato e politico italiano (Bari, n. 1838 - Bari, † 1908)
- Gian Domenico Pisapia, avvocato e giurista italiano (Caserta, n. 1915 - Milano, † 1995)
- Gian Carlo Ruffino, avvocato e politico italiano (Millesimo, n. 1930 - Ceva, † 1994)
- Gian Maria Solinas Apostoli, avvocato e politico italiano (Sassari, n. 1836 - Roma, † 1914)
- Gian Luca Zanetti, avvocato, giornalista e editore italiano (Bagolino, n. 1872 - Milano, † 1926)

## Banchieri(1)
- Gian Maria Mossa, banchiere e dirigente d'azienda italiano (Milano, n. 1974)

## Bassi(1)
- Gian Francesco Angelini, basso italiano (Visso, n. 1830 - Castel Ritaldi, † 1915)

## Biologi(2)
- Gian Antonio Danieli, biologo, genetista e epidemiologo italiano (Padova, n. 1942)
- Gian Paolo Tonini, biologo italiano (Genova, n. 1949 - Genova, † 2022)

## Bobbisti(1)
- Gian Carlo Ronchetti, bobbista italiano (Milano, n. 1913 - Desio, † 1991)

## Calciatori(23)
- Gian Franco Allala, calciatore uruguaiano (Juan Lacaze, n. 1997)
- Gian Carlo Bossi, calciatore italiano (Busto Arsizio, n. 1918)
- Gian Maria Cadoni, calciatore italiano (Villanova Monteleone, n. 1888)
- Gian Battista Cagna, calciatore italiano (Tripoli, n. 1914)
- Gian Battista Corso, calciatore italiano (Palermo, n. 1918 - Palermo, † 2012)
- Gian Crocci, calciatore argentino (Haedo, n. 1998)
- Gian Paolo Facchinetti, ex calciatore italiano (Bergamo, n. 1948)
- Gian Filippo Felicioli, calciatore italiano (San Severino Marche, n. 1997)
- Gian Marco Ferrari, calciatore italiano (Parma, n. 1992)
- Gian Paolo Galuppi, ex calciatore italiano (Cento, n. 1943)
- Gian Piero Ghio, ex calciatore e allenatore di calcio italiano (Agna, n. 1944)
- Gian dos Santos Martins, calciatore brasiliano (Porto Alegre, n. 1993)
- Gian Battista Magaraggia, ex calciatore italiano (Vicenza, n. 1941)
- Gian Paolo Manighetti, ex calciatore italiano (Filago, n. 1969)
- Gian Pietro Martinelli, ex calciatore italiano (Rovato, n. 1952)
- Gian Nardelli, calciatore argentino (Reconquista, n. 2000)
- Gian Battista Odone, calciatore italiano (Genova, n. 1928 - Sestri Levante, † 2020)
- Gian Battista Opisso, calciatore e allenatore di calcio italiano (Pegli, n. 1924 - Genova, † 1993)
- Gian Guido Piazza, calciatore e dirigente sportivo italiano (Milano, n. 1887 - Somma Lombardo, † 1945)
- Gian Emilio Piazza, calciatore italiano (Legnano, n. 1914 - Somma Lombardo, † 1992)
- Gian Nicola Pinotti, calciatore e allenatore di calcio italiano (Calendasco, n. 1947 - Cesena, † 2010)
- Giacomo Roseo, calciatore, dirigente d'azienda e dirigente sportivo italiano (Nizza Monferrato, n. 1889 - Milano, † 1967)
- Gian Pietro Tagliaferri, calciatore e allenatore di calcio italiano (Livorno, n. 1959 - Carrara, † 2006)

## Cantanti(2)
- Gian Costello, cantante italiano (Latisana, n. 1934 - Battaglia Terme, † 2004)
- Gianni Morandi, cantante, attore e conduttore televisivo italiano (Monghidoro, n. 1944)

## Cantautori(5)
- Gian Piero Alloisio, cantautore e drammaturgo italiano (Ovada, n. 1956)
- Ex Novo, cantautore italiano (Castel San Pietro Terme, n. 1982)
- Gian Pietro Felisatti, cantautore e compositore italiano (Vigevano, n. 1950 - Pavia, † 2022)
- Franco Say, cantautore italiano (Lagosta, n. 1946)
- Gian Pieretti, cantautore, compositore e paroliere italiano (Ponte Buggianese, n. 1940)

## Cardinali(3)
- Giovanni Francesco Albani, cardinale e vescovo cattolico italiano (Roma, n. 1720 - Roma, † 1803)
- Gian Vincenzo Gonzaga, cardinale italiano (Palermo, n. 1540 - Roma, † 1591)
- Gian Gaetano Orsini, cardinale italiano (Roma - Avignone, † 1335)

## Cavalieri(1)
- Gian Giorgio Trissino, cavaliere italiano (Vicenza, n. 1877 - Milano, † 1963)

## Cestisti(2)
- Gian Clavell, cestista portoricano (Caguas, n. 1993)
- Gian Primo Giardi, ex cestista e allenatore di pallacanestro sammarinese (San Marino, n. 1959)

## Chimici(2)
- Gian Nicola Babini, chimico italiano (Faenza, n. 1944 - Faenza, † 2012)
- Gian Pietro Borgnolo, chimico e imprenditore italiano (Faedis, n. 1922 - Udine, † 2016)

## Chitarristi(1)
- Gigi Rizzi, chitarrista e compositore italiano (Bobbio, n. 1946)

## Ciclisti su strada(1)
- Gian Matteo Fagnini, ex ciclista su strada italiano (Lecco, n. 1970)

## Collezionisti d'arte(1)
- Gian Giacomo Poldi Pezzoli d'Albertone, collezionista d'arte italiano (Milano, n. 1822 - Milano, † 1879)

## Compositori(11)
- Gian Luigi Centemeri, compositore e organista italiano (Monza, n. 1903 - Monza, † 1997)
- Gian Paolo Chiti, compositore e pianista italiano (Roma, n. 1939)
- Gian Francesco Fortunati, compositore italiano (Parma, n. 1746 - Parma, † 1821)
- Gian Marco Gualandi, compositore, arrangiatore e paroliere italiano (Bologna, n. 1957)
- Gian Francesco de Majo, compositore italiano (Napoli, n. 1732 - Napoli, † 1770)
- Gian Francesco Malipiero, compositore italiano (Venezia, n. 1882 - Treviso, † 1973)
- Gian Battista Mantegazzi, compositore e direttore di banda svizzero (Riva San Vitale, n. 1889 - Zurigo, † 1958)
- Gian Carlo Menotti, compositore e librettista italiano (Cadegliano Viconago, n. 1911 - Monte Carlo, † 2007)
- Gian Domenico Partenio, compositore, cantante e presbitero italiano (Spilimbergo, n. 1633 - Venezia, † 1701)
- Gian Piero Reverberi, compositore, arrangiatore e direttore d'orchestra italiano (Genova, n. 1939)
- Gian Franco Reverberi, compositore italiano (Genova, n. 1934 - Roma, † 2024)

## Condottieri(6)
- Gian Francesco Daina, condottiero italiano (Asola - Ghedi, † 1522)
- Gian Galeazzo Manfredi, condottiero italiano (Faenza - Faenza, † 1417)
- Gian Galeazzo II Manfredi, condottiero italiano (Faenza, n. 1418 - † 1465)
- Gian Giacomo Medici, condottiero italiano (Milano, n. 1495 - Milano, † 1555)
- Gian Giordano Orsini, condottiero italiano (Bracciano - Vicovaro, † 1517)
- Chiappino Vitelli, condottiero e cavaliere italiano (Città di Castello, n. 1519 - Anversa, † 1575)

## Critici cinematografici(3)
- Gian Piero Brunetta, critico cinematografico e storico del cinema italiano (Cesena, n. 1942)
- Gianni Canova, critico cinematografico, autore televisivo e direttore artistico italiano (Castione della Presolana, n. 1954)
- Gian Luigi Rondi, critico cinematografico italiano (Tirano, n. 1921 - Roma, † 2016)

## Critici d'arte(1)
- Gian Alberto Dell'Acqua, critico d'arte e storico dell'arte italiano (Milano, n. 1909 - Milano, † 2004)

## Critici letterari(2)
- Gian Carlo Ferretti, critico letterario e storico italiano (Pisa, n. 1930 - Milano, † 2022)
- Gian Carlo Roscioni, critico letterario e scrittore italiano (Roma, n. 1927 - Bracciano, † 2012)

## Curatori editoriali(1)
- Gian Arturo Ferrari, curatore editoriale e scrittore italiano (Gallarate, n. 1944)

## Diplomatici(1)
- Gian Giacomo Gallarati Scotti, diplomatico e politico italiano (Oreno, n. 1886 - Venezia, † 1983)

## Direttori d'orchestra(1)
- Gian Stellari, direttore d'orchestra e compositore italiano (Codogno, n. 1929)

## Direttori della fotografia(1)
- Gian Filippo Corticelli, direttore della fotografia italiano (Bologna, n. 1957)

## Direttori di coro(1)
- Gian Paolo Mele, direttore di coro, compositore e etnomusicologo italiano (Nuoro, n. 1944 - Nuoro, † 2018)

## Dirigenti d'azienda(2)
- Gian Paolo Brizio, dirigente d'azienda e politico italiano (Cirié, n. 1929 - Cirié, † 2008)
- Gian Maria Gros-Pietro, dirigente d'azienda e economista italiano (Torino, n. 1942)

## Dirigenti sportivi(2)
- Gian Carlo Ceruti, dirigente sportivo italiano (Pianengo, n. 1952 - Crema, † 2020)
- Gian Carlo Dal Verme, dirigente sportivo e scacchista italiano (Milano, n. 1908 - Milano, † 1985)

## Dogi(3)
- Gian Bernardo Frugoni, doge (Genova, n. 1591 - Genova, † 1661)
- Gian Carlo Pallavicino, doge (Genova, n. 1722 - Genova, † 1794)
- Gian Giacomo Veneroso, doge (Genova, n. 1701 - Chiavari, † 1758)

## Drammaturghi(1)
- Gian Maria Cervo, drammaturgo, traduttore e direttore artistico italiano (Napoli, n. 1970)

## Economisti(1)
- Gian Luca Gregori, economista italiano (San Benedetto del Tronto, n. 1961)

## Editori(1)
- Gian Luigi Pascale, editore, traduttore e religioso italiano (Cuneo - Roma, † 1560)

## Entomologi(1)
- Gian Maria Ghidini, entomologo, speleologo e erpetologo italiano (Brescia, n. 1911 - Genova, † 1974)

## Esploratori(1)
- Gian Pietro Porro, esploratore italiano (Como, n. 1844 - Gialdessa, † 1886)

## Fantini(1)
- Massimo Coghe, fantino italiano (Norbello, n. 1964)

## Filologi(2)
- Gian Biagio Conte, filologo classico, latinista e lessicografo italiano (La Spezia, n. 1941)
- Gian Franco Gianotti, filologo classico italiano (Torino, n. 1942)

## Filosofi(2)
- Gian Mario Cazzaniga, filosofo e politico italiano (Torino, n. 1942)
- Gian Franco Lami, filosofo italiano (Roma, n. 1946 - † 2011)

## Fisici(4)
- Gian Alberto Blanc, fisico e paleontologo italiano (New York, n. 1879 - Roma, † 1966)
- Giancarlo Ghirardi, fisico italiano (Milano, n. 1935 - Grado, † 2018)
- Gian Francesco Giudice, fisico italiano (Padova, n. 1961)
- Gian Carlo Wick, fisico italiano (Torino, n. 1909 - Torino, † 1992)

## Fondisti di corsa in montagna‎(1)
- Gian Battista Scanzi, ex fondista di corsa in montagna italiano (Sovere, n. 1957)

## Fotografi(1)
- Gian Paolo Barbieri, fotografo italiano (Milano, n. 1935)

## Fotoreporter(1)
- Gian Butturini, fotoreporter e regista italiano (Brescia, n. 1935 - Brescia, † 2006)

## Fumettisti(1)
- Gian Giacomo Dalmasso, fumettista, umorista e militare italiano (Voghera, n. 1907 - Milano, † 1981)

## Funzionari(1)
- Gian Paolo Manzella, funzionario e politico italiano (Barcellona, n. 1965)

## Generali(4)
- Gian Mario Beltrami, generale e aviatore italiano (Roma, n. 1893 - Lonate Pozzolo, † 1936)
- Gian Giacomo Castagna, generale italiano (Torino, n. 1884)
- Gian Claudio Gherardini, generale italiano (Reggio nell'Emilia, n. 1895 - Firenze, † 1971)
- Gian Carlo Ruggeri, generale italiano (Roma, n. 1945)

## Geologi(1)
- Gian Battista Brocchi, geologo italiano (Bassano del Grappa, n. 1772 - Khartum, † 1826)

## Giornalisti(18)
- Gianni Barbacetto, giornalista, scrittore e opinionista italiano (Milano, n. 1952)
- Gian Galeazzo Biazzi Vergani, giornalista e scrittore italiano (Cremona, n. 1925 - Milano, † 2019)
- Gian Paolo Callegari, giornalista, scrittore e sceneggiatore italiano (Bologna, n. 1909 - Grottaferrata, † 1982)
- Gian Antonio Cibotto, giornalista, critico teatrale e scrittore italiano (Rovigo, n. 1925 - Rovigo, † 2017)
- Gian Mauro Costa, giornalista e scrittore italiano (Palermo)
- Gian Paolo Cresci, giornalista italiano (Firenze, n. 1930 - Roma, † 1999)
- Gian Guido Folloni, giornalista e politico italiano (Scandiano, n. 1946)
- Gian Maria Gazzaniga, giornalista italiano (Codevilla, n. 1927 - Retorbido, † 2009)
- Carlo Genta, giornalista, conduttore televisivo e conduttore radiofonico italiano (Pavia, n. 1968)
- Gian Maria Madella, giornalista e scrittore italiano (Milano, n. 1950)
- Gian Micalessin, giornalista italiano (Trieste, n. 1960)
- Gian Gaspare Napolitano, giornalista, scrittore e sceneggiatore italiano (Palermo, n. 1907 - Roma, † 1966)
- Gianpaolo Ormezzano, giornalista, scrittore e personaggio televisivo italiano (Torino, n. 1935)
- Gian Jacopo Pezzi, giornalista, scrittore e critico musicale italiano (Venezia, n. 1805 - † 1869)
- Gian Antonio Stella, giornalista e scrittore italiano (Asolo, n. 1953)
- Gian Franco Svidercoschi, giornalista e scrittore italiano (Ascoli Piceno, n. 1936)
- Gian Pietro Testa, giornalista, poeta e scrittore italiano (Ferrara, n. 1936 - Ferrara, † 2023)
- Gian Franco Venè, giornalista e saggista italiano (Monfalcone, n. 1935 - Milano, † 1992)

## Giuristi(7)
- Gian Gualberto Archi, giurista italiano (Faenza, n. 1908 - Faenza, † 1997)
- Gian Franco Campobasso, giurista italiano (Foggia, n. 1942 - Napoli, † 2003)
- Gian Luigi Gatta, giurista italiano (Milano, n. 1975)
- Gian Antonio Micheli, giurista italiano (n. 1913 - Roma, † 1980)
- Gian Maria Riminaldi, giurista italiano (Ferrara, n. 1434 - Ferrara, † 1497)
- Gian Domenico Romagnosi, giurista, filosofo e economista italiano (Salsomaggiore Terme, n. 1761 - Milano, † 1835)
- Gian Paolo Tolomei, giurista e politico italiano (Loreggia, n. 1814 - Padova, † 1893)

## Hockeisti su slittino(1)
- Gian Luca Cavaliere, hockeista su slittino italiano (Torino, n. 1971)

## Imprenditori(4)
- Gian Pietro Beghelli, imprenditore italiano (Castello di Serravalle, n. 1945)
- Gian Carlo Minardi, imprenditore italiano (Faenza, n. 1947)
- Gian Marco Moratti, imprenditore italiano (Genova, n. 1936 - Milano, † 2018)
- Gian Carlo Stucky, imprenditore e dirigente d'azienda svizzero (Venezia, n. 1881 - Venezia, † 1941)

## Incisori(1)
- Gian Marco Cavalli, incisore, orafo e scultore italiano (Viadana)

## Ingegneri(2)
- Gian Mauro Borsano, ingegnere, imprenditore e politico italiano (Domodossola, n. 1946)
- Gian Giacomo Ponti, ingegnere italiano (Arona, n. 1878 - Arona, † 1939)

## Lessicografi(1)
- Gian Carlo Oli, lessicografo e linguista italiano (Firenze, n. 1934 - Firenze, † 1996)

## Letterati(1)
- Gian Francesco Alois, letterato italiano (Napoli, † 1564)

## Linguisti(1)
- Gian Luigi Beccaria, linguista, glottologo e saggista italiano (Costigliole Saluzzo, n. 1936)

## Liutai(1)
- Gian Carlo Guicciardi, liutaio italiano (Spilamberto, n. 1940)

## Lottatori(1)
- Gian Matteo Ranzi, ex lottatore italiano (Faenza, n. 1948)

## Magistrati(2)
- Gian Carlo Caselli, ex magistrato e saggista italiano (Alessandria, n. 1939)
- Gian Paolo Meucci, magistrato italiano (Firenze, n. 1919 - Firenze, † 1986)

## Maratoneti(2)
- Gian Battista Bassi, ex maratoneta italiano (n. 1949)
- Gian Luigi Macina, ex maratoneta e mezzofondista sammarinese (n. 1963)

## Matematici(2)
- Gian Giuseppe Barzellini, matematico e astronomo italiano (Cormons, n. 1730 - Gorizia, † 1809)
- Gian Antonio Maggi, matematico e fisico italiano (Milano, n. 1856 - Milano, † 1937)

## Medaglisti(2)
- Gian Giacomo Bonzagna, medaglista, incisore e orafo italiano (Parma, n. 1507 - Roma, † 1565)
- Gian Federico Bonzagna, medaglista, incisore e orafo italiano (Parma - Roma, † 1589)

## Medici(5)
- Gian Giacomo Adria, medico, umanista e storiografo italiano (Mazara del Vallo - Palermo, † 1560)
- Gian Domenico Borasio, medico italiano (Novara, n. 1962)
- Gian Lorenzo Cantù, medico e politico italiano (Carmagnola, n. 1790 - Carmagnola, † 1869)
- Gian Attilio Dalla Bona, medico, partigiano e antifascista italiano (Sant'Anna d'Alfaedo, n. 1918 - Recoaro, † 1945)
- Gian Paolo Polini, medico, romanziere e storico italiano (Carassai, n. 1863 - Carassai, † 1908)

## Medievisti(1)
- Gian Maria Varanini, medievista italiano (Pisa, n. 1950)

## Militari(9)
- Gian Giacomo Badini, militare italiano (Adria, n. 1894 - Codroipo, † 1917)
- Gian Carlo Bitossi, militare italiano (Roma, n. 1909 - Lasta Uagh, † 1941)
- Giovanni Foscolo, militare italiano (Zante, n. 1781 - Venezia, † 1801)
- Gian Paolo Gamerra, militare italiano (Torino, n. 1907 - Stagno, † 1943)
- Gian Estore Martinengo Colleoni, militare e diplomatico italiano (Brescia, n. 1763 - Brescia, † 1832)
- Gian Galeazzo Serbelloni, militare e nobile italiano (Milano, n. 1744 - Milano, † 1802)
- Gian Giacomo Trivulzio, militare e politico italiano (Milano, n. 1442 - Arpajon, † 1518)
- Gian Luigi Zucchi, militare italiano (Tradate, n. 1900 - Monte Grappa, † 1918)
- Gian Paolo Timoleone di Cossé-Brissac, militare francese (Parigi, n. 1698 - Parigi, † 1780)

## Musicisti(2)
- Gian Maria Accusani, musicista, cantante e compositore italiano (Pordenone, n. 1967)
- Vittorio Mascheroni, musicista e compositore italiano (Milano, n. 1895 - Milano, † 1972)

## Nobili(19)
- Gian Filippo d'Orléans, nobile francese (Chilly-Mazarin, n. 1702 - Parigi, † 1748)
- Gian Giacomo Anguissola, nobile italiano
- Gian Luca Chiavari, nobile e dirigente d'azienda italiano (Roma, n. 1935)
- Galeazzo Ciano, nobile, diplomatico e politico italiano (Livorno, n. 1903 - Verona, † 1944)
- Gian Carlo Di Negro, nobile e poeta italiano (Genova, n. 1769 - Genova, † 1857)
- Gian Domenico Doria, nobile e condottiero italiano (Genova - Oneglia, † 1505)
- Gian Giuseppe Durini, nobile e politico italiano (Gorla Minore, n. 1875 - Tavernola, † 1958)
- Gian Giordano Gonzaga, nobile italiano (n. 1640 - † 1677)
- Gian Gerolamo Grumelli, nobile italiano (Bergamo, n. 1536 - Bergamo, † 1610)
- Gian Paolo Osio, nobile e criminale italiano (Milano, n. 1572 - Milano, † 1608)
- Gian Lodovico II Pallavicino, nobile italiano (Cortemaggiore - Cortemaggiore, † 1527)
- Gian Lorenzo Pappacoda, nobile e politico italiano (n. 1541 - † 1576)
- Gian Galeazzo Sanvitale, nobile e condottiero italiano (Fontanellato, n. 1496 - Parma, † 1550)
- Gian Niccolò Trivulzio, nobile e condottiero italiano (Milano, n. 1479 - Torino, † 1512)
- Gian Giacomo Trivulzio, VI marchese di Sesto Ulteriano, nobile, collezionista d'arte e politico italiano (Milano, n. 1774 - Milano, † 1831)
- Gian Giacomo Teodoro Trivulzio, nobile e condottiero italiano (n. 1520 - Melzo, † 1577)
- Gian Francesco Trivulzio, nobile e condottiero italiano (n. 1509 - Mantova, † 1573)
- Gian Galeazzo Trotti, nobile, condottiero e generale italiano (Alessandria - Milano, † 1670)
- Gian Antonio Turinetti di Priero, nobile italiano (Torino, n. 1762 - Torino, † 1801)

## Nuotatori(1)
- Gian Corrado Gross, nuotatore e dirigente sportivo italiano (Berlino, n. 1942 - Portogruaro, † 2016)

## Pallanuotisti(1)
- Gian Marco Guidaldi, ex pallanuotista e allenatore di pallanuoto italiano (Roma, n. 1987)

## Pallavolisti(1)
- Gian Franco Zanetti, pallavolista italiano (Modena, n. 1942 - Modena, † 2020)

## Parolieri(2)
- Gian Paolo Daldello, paroliere e cantautore italiano (Genova, n. 1969)
- Gian Carlo Testoni, paroliere e giornalista italiano (Bologna, n. 1912 - Tonfano, † 1965)

## Patrioti(3)
- Gian Pietro Gaffori, patriota e medico italiano (Corte, n. 1710 - Corte, † 1753)
- Gian Pietro Marcucci Poltri, patriota e militare italiano (Bibbiena, n. 1869 - Tobruch, † 1911)
- Gian Vincenzo Pellicciotti, patriota, poeta e giornalista italiano (Gessopalena, n. 1820 - Chieti, † 1863)

## Pedagogisti(1)
- Gian Cesare Pico, pedagogista italiano (Castel Goffredo, n. 1882 - Milano, † 1972)

## Piloti automobilistici(2)
- Gian Maria Gabbiani, pilota automobilistico e personaggio televisivo italiano (Castelfranco Veneto, n. 1978)
- Gian Luigi Picchi, pilota automobilistico italiano (Tivoli, n. 1946)

## Piloti di rally(1)
- Gian Antonio Simoni, ex pilota di rally italiano (Padova, n. 1949)

## Piloti motociclistici(1)
- Giampaolo Marinoni, pilota motociclistico e poliziotto italiano (Rovetta, n. 1955 - Dakar, † 1986)

## Pittori(27)
- Gian Giacomo Barbelli, pittore italiano (Offanengo, n. 1604 - Calcinato, † 1656)
- Gian Francesco Bembo, pittore italiano (Cremona - † 1526)
- Gian Giacomo Bornini, pittore italiano (Saviore dell'Adamello, n. 1635 - Edolo, † 1700)
- Gian Battista Burato, pittore italiano (Verona, n. 1731 - Verona, † 1787)
- Gian Giacomo Caprotti, pittore italiano (Oreno, n. 1480 - Milano, † 1524)
- Gian Battista Carrer, pittore italiano (Cavalier di Gorgo al Monticano, n. 1800 - Venezia, † 1868)
- Gian Domenico Catalano, pittore italiano (Gallipoli)
- Gian Paolo Cavagna, pittore italiano (Bergamo, n. 1550 - Bergamo, † 1627)
- Gian Domenico Cerrini, pittore italiano (Perugia, n. 1609 - Roma, † 1681)
- Gian Domenico Cignaroli, pittore italiano (Verona, n. 1724 - Verona, † 1793)
- Gaele Covelli, pittore italiano (Crotone, n. 1872 - Firenze, † 1932)
- Gian Rodolfo D'Accardi, pittore italiano (Palermo, n. 1906 - Varese, † 1993)
- Gian Gheramo Dalle Catene, pittore italiano (Parma)
- Gian Paolo Dulbecco, pittore italiano (La Spezia, n. 1941)
- Gian Maria Lepscky, pittore italiano (n. 1897 - † 1965)
- Gian Paolo Lolmo, pittore italiano (Bergamo, n. 1550 - Bergamo, † 1595)
- Gian Francesco de' Maineri, pittore italiano (Parma)
- Gian Emilio Malerba, pittore italiano (Milano, n. 1880 - Milano, † 1926)
- Gian Giacomo Manecchia, pittore italiano (Montemurro, n. 1597 - Napoli, † 1657)
- Gian Paolo Niccolini, pittore e scultore italiano (Livorno, n. 1925 - Cecina, † 1996)
- Gian Paolo Pace, pittore italiano (Venezia, n. 1528 - Venezia, † 1560)
- Gian Mario Pollero, pittore italiano (Savona, n. 1911 - Savona, † 1985)
- Gian Maria Rastellini, pittore e politico italiano (Buttogno, n. 1869 - Milano, † 1927)
- Gian Piero Restellini, pittore italiano (Monza, n. 1895 - Como, † 1978)
- Gian Paolo Thanner, pittore italiano (Cividale del Friuli - Tarcento, † 1555)
- Gian Berto Vanni, pittore italiano (Roma, n. 1927 - Citera, † 2017)
- Macrino d'Alba, pittore italiano (Alba)

## Poeti(8)
- Gian Piero Bona, poeta, scrittore e traduttore italiano (Carignano, n. 1926 - Moncalieri, † 2020)
- Gian Alberto Bossi, poeta, letterato e umanista italiano (Busto Arsizio - Busto Arsizio)
- Gian Giacomo Cavalli, poeta italiano (Genova, n. 1590 - Genova, † 1657)
- Gian Domenico Giagni, poeta, sceneggiatore e regista italiano (Potenza, n. 1922 - Roma, † 1975)
- Gian Giacomo Menon, poeta italiano (Medea, n. 1910 - Udine, † 2000)
- Gian Carlo Passeroni, poeta e abate italiano (Nizza, n. 1713 - Milano, † 1803)
- Gian Vittorio Rossi, poeta, filologo e storico italiano (Roma, n. 1570 - Roma, † 1647)
- Gian Mario Villalta, poeta, scrittore e direttore artistico italiano (Visinale di Pasiano, n. 1959)

## Poliziotti(1)
- Gian Pietro Cossu, carabiniere italiano (Bosa, n. 1965 - Bogogno, † 2005)

## Preparatori atletici(1)
- Gian Nicola Bisciotti, preparatore atletico italiano (Pontremoli, n. 1959)

## Presbiteri(2)
- Gian Battista Maffi, presbitero e missionario italiano (Barbata, n. 1955 - Tunisi, † 2010)
- Gian Carlo Michelini, presbitero italiano (Bologna, n. 1935)

## Psichiatri(1)
- Gian Luigi Gessa, psichiatra e farmacologo italiano (Cagliari, n. 1932)

## Pubblicitari(1)
- Gian Luigi Falabrino, pubblicitario, giornalista e scrittore italiano (Genova, n. 1930 - Milano, † 2010)

## Rapper(1)
- Mondo Marcio, rapper e produttore discografico italiano (Milano, n. 1986)

## Registi(5)
- Gian Vittorio Baldi, regista, produttore cinematografico e sceneggiatore italiano (Lugo, n. 1930 - Faenza, † 2015)
- Gian Pietro Calasso, regista, sceneggiatore e drammaturgo italiano (Firenze, n. 1937 - Roma, † 2023)
- Gian Paolo Cugno, regista cinematografico e sceneggiatore italiano (Pachino, n. 1968)
- Pepi Morgia, regista e designer italiano (Genova, n. 1950 - Genova, † 2011)
- Gian Luigi Polidoro, regista, attore e sceneggiatore italiano (Bassano del Grappa, n. 1927 - Roma, † 2000)

## Religiosi(1)
- Gian Benedetto Mittarelli, religioso italiano (Venezia, n. 1707 - Murano, † 1777)

## Saggisti(2)
- Gian Carlo Duranti, saggista italiano (Ventimiglia, n. 1922 - Bussana, † 2013)
- Gian Filippo Pizzo, saggista italiano (Palermo, n. 1951 - Firenze, † 2021)

## Sciatori alpini(2)
- Gian Luca Barandun, sciatore alpino svizzero (n. 1994 - Schluein, † 2018)
- Gian Matteo Giordani, ex sciatore alpino sammarinese (San Marino, n. 1984)

## Scrittori(9)
- Gian Paolo Bazzoni, scrittore, poeta e drammaturgo italiano (Porto Torres, n. 1935 - Sassari, † 2014)
- Gian Francesco Biondi, scrittore, diplomatico e storico italiano (Lesina, n. 1572 - Aubonne, † 1644)
- Gian Paolo Borghetti, scrittore, poeta e politico francese (Talasani, n. 1816 - Bastia, † 1897)
- Gian Rinaldo Carli, scrittore, economista e storico italiano (Capodistria, n. 1720 - Milano, † 1795)
- Gian Stefano Cremaschi, scrittore italiano (Ospedaletto Lodigiano, n. 1853 - Ospedaletto Lodigiano, † 1935)
- Gian Luca Favetto, scrittore, giornalista e drammaturgo italiano (Torino, n. 1957)
- Gian Gabriello Maccafani, scrittore italiano (Pereto, n. 1762 - Pereto, † 1785)
- Gian Luca Margheriti, scrittore e fotografo italiano (Milano, n. 1976)
- Gian Luigi Piccioli, scrittore e saggista italiano (Firenze, n. 1932 - Roma, † 2013)

## Scultori(6)
- Gian Lorenzo Bernini, scultore, urbanista e architetto italiano (Napoli, n. 1598 - Roma, † 1680)
- Gian Andrea Biffi, scultore italiano (Milano)
- Domenico Bissone, scultore italiano (Bissone - † 1639)
- Gian Giacomo Dolcebuono, scultore e architetto italiano (Milano - Milano, † 1510)
- Gian Girolamo Grandi, scultore italiano (Padova, n. 1508 - Padova, † 1560)
- Gianbattista Troiani, scultore italiano (Villafranca di Verona, n. 1844 - Villafranca di Verona, † 1927)

## Semiologi(1)
- Gian Paolo Caprettini, semiologo e giornalista italiano (La Spezia, n. 1948)

## Sindacalisti(1)
- Gian Mario Albani, sindacalista e politico italiano (Merate, n. 1927 - Borgosesia, † 2017)

## Snowboarder(1)
- Gian Casanova, snowboarder svizzero (Walenstadt, n. 2000)

## Sociologi(1)
- Gian Maria Fara, sociologo italiano (Tempio Pausania, n. 1951)

## Statistici(1)
- Gian Carlo Blangiardo, statistico italiano (Arona, n. 1948)

## Storici(9)
- Gian Piero Bognetti, storico e archeologo italiano (Milano, n. 1902 - Milano, † 1963)
- Gian Mario Bravo, storico e saggista italiano (Torino, n. 1934 - Torino, † 2020)
- Gian Paolo Calchi Novati, storico italiano (Vimercate, n. 1935 - Roma, † 2017)
- Gian Francesco Gamurrini, storico, archeologo e numismatico italiano (Arezzo, n. 1835 - Arezzo, † 1923)
- Gian Giuseppe Liruti, storico e bibliografo italiano (Tarcento, n. 1689 - Tarcento, † 1780)
- Gian Francesco Galeani Napione, storico, letterato e poeta italiano (Torino, n. 1748 - Torino, † 1830)
- Gian Piero Piretto, storico e traduttore italiano (Nizza Monferrato, n. 1952)
- Gian Paolo Romagnani, storico italiano (Torino, n. 1957)
- Gian Enrico Rusconi, storico, politologo e filosofo italiano (Meda, n. 1938)

## Storici dell'arte(2)
- Gian Carlo Bojani, storico dell'arte italiano (Fano, n. 1938 - Fano, † 2013)
- Gian Lorenzo Mellini, storico dell'arte, docente e collezionista d'arte italiano (Verona, n. 1935 - Firenze, † 2002)

## Storici della letteratura(1)
- Gian Mario Anselmi, storico della letteratura e italianista italiano (Borgosesia, n. 1947)

## Stuccatori(1)
- Gian Battista Barberini, stuccatore italiano (Laino, n. 1625)

## Telecronisti sportivi(1)
- Gian Piero Galeazzi, telecronista sportivo, conduttore televisivo e giornalista italiano (Roma, n. 1946 - Roma, † 2021)

## Tennisti(1)
- Gian Marco Moroni, tennista italiano (Roma, n. 1998)

## Tiratori a volo(1)
- Gian Marco Berti, tiratore a volo sammarinese (San Marino, n. 1982)

## Umanisti(3)
- Gianmario Filelfo, umanista italiano (Pera, n. 1426 - Mantova, † 1480)
- Gian Giorgio Trissino, umanista, poeta e drammaturgo italiano (Vicenza, n. 1478 - Roma, † 1550)
- Gian Vincenzo Pinelli, umanista italiano (Napoli, n. 1535 - Padova, † 1601)

## Velocisti(2)
- Gian Nicola Berardi, ex velocista sammarinese (n. 1979)
- Lorenzo Cellerino, ex velocista italiano (Alessandria, n. 1944)

## Vescovi cattolici(2)
- Gian Bernardo Capreoli, vescovo cattolico italiano (Massafra, n. 1642 - Poggiardo, † 1712)
- Gian Matteo Giberti, vescovo cattolico italiano (Palermo, n. 1495 - Verona, † 1543)

## Senza attività specificata(6)
- Gian Giacomo Crispo, duca (n. 1446 - † 1453)
- Gian Giacomo Fissore, diplomatista, storico e paleografo italiano (Carmagnola, n. 1940 - Carmagnola, † 2019)
- Giovanni Giacomo del Monferrato, marchese (Trino, n. 1395 - Casale Monferrato, † 1445)
- Gian Giacomo Mora,  italiano (n. 1587 - Milano, † 1630)
- Gian Galeazzo Maria Sforza, duca italiano (Abbiategrasso, n. 1469 - Pavia, † 1494)
- Gian Simmen, ex snowboarder svizzero (Coira, n. 1977)